# Pseudanthias fucinus
Pseudanthias fucinus es una especie de peces de la familia Serranidae en el orden de los Perciformes.

## Morfología
- Número de  vértebras: 26

## Hábitat
Es un pez  de mar de clima subtropical  que vive entre 122-280 m de profundidad.

## Distribución geográfica
Se encuentra en las Hawái.